# Alexandra Wenk
Alexandra Nathalie Wenk (Múnich, 7 de febrero de 1995) es una deportista alemana que compitió en natación.
Ganó una medalla de bronce en el Campeonato Mundial de Natación de 2015, una medalla de oro en el Campeonato Europeo de Natación de 2012 y una medalla de bronce en el Campeonato Europeo de Natación en Piscina Corta de 2015.

## Palmarés internacional
| Campeonato Mundial                  | Campeonato Mundial | Campeonato Mundial | Campeonato Mundial      |
| Año                                 | Lugar              | Medalla            | Prueba                  |
| ----------------------------------- | ------------------ | ------------------ | ----------------------- |
| 2015                                | Kazán (Rusia)      | Medalla de bronce  | 4 × 100 m estilos mixto |
| Campeonato Europeo                  |                    |                    |                         |
| Año                                 | Lugar              | Medalla            | Prueba                  |
| 2012                                | Debrecen (Hungría) | Medalla de oro     | 4 × 100 m estilos       |
| Campeonato Europeo en Piscina Corta |                    |                    |                         |
| Año                                 | Lugar              | Medalla            | Prueba                  |
| 2015                                | Netanya (Israel)   | Medalla de bronce  | 100 m mariposa          |